# فن القدود الحلبية
القدود الحلبية من الفنون الموسيقية السورية الأصيلة، وهو منظومات غنائية أنشئت على أعاريض وألحان دينية أو مدنية، بمعنى أنها بُنيت على  قد، أي على قدر أغنية شائعة، إذ تستفيد من شيوعها لتحقق حضورها، ومن هنا جاء اسم القد. وتم إدراج هذا الفن ضمن القائمة التمثيلية للتراث الثقافي غير المادي للبشرية من قبل اليونيسكو في كانون الأول / ديسمبر 2021.
نشأ فن الموشحات في الاندلس ، ثم انتقل الى حلب وابدعوا في الموشحات الاندلسية ، ثم ألفوا القدود الحلبية على منوالها.
القدود الحلبية قديمة بقدم الموشحات الاندلسية
واشتهر فيها من المعاصرين صباح فخري
وقبله عمر البطش وكثير من المغنيين والمطربين والمنشدين في حلب الذين تعلم صباح فخري ( صلاح الدين ابو قوس ) على ايديهم
وكان الشعراء عندما يريدون الشهرة يكتبون القد الحلبي
منهم الملا عثمان الموصلي الذي كتب قدك المياس 
ومنهم امين الجندي الذي انتقل من حمص إلى حلب وكتب بعض القدود في حلب

## أنواع القدود
- القد الشعبي وهو عبارة عن منظومات غنائية متوارثة عن الأجداد، والقسم الأكبر منه لا يُعرف كاتبه أو ملحنه.
- القد الموشح وعادة يكون مبنياً على نظام الموشح القديم من حيث الشكل الفني وبصياغة جديدة، وله ثلاثة مصادر:
  - الموشحات والأناشيد الدينية المتداولة في الموالد والأذكار.
  - الأغاني الشعبية والفولكلورية والتراثية
  - الأغاني والموشحات الأعجمية التركية والفارسية على وجه الخصوص.[2]

## حلب والموسيقى
عُرف عن أهل حلب وسكانها زمان بعد زمان اهتمامهم بالموسيقى وفنونها فمنذ القدم كان لمدينة حلب شأن كبير بفنون الموسيقى واحتلت مساحة كبيرة من حياة أهلها، لذلك استحقت عن جدارة ان يطلق عليها عاصمة الموسيقى، وقد كان أهم كتاب في الغناء لمدينة حلب نصيب كبير منه وقدم إلى أميرها سيف الدولة وهو كتاب الأغاني لأبي الفرج الأصفهاني، كما أنجز الفيلسوف الفارابي كتابه الموسيقى الكبير في مدينة حلب، وعُرف الكثير من الموسيقيين من الأساتذة الكبار في حلب وخرجت من حلب ألوان الموسيقى العربية.
وفي العصر الحديث كانت حلب مركزًا ومدينة اختبار وامتحان لكبار رواد الموسيقى والغناء في عالمنا العربي مثل بديعة مصابني، عبده الحامولي، سيد درويش، سيد السفطي، سلامة حجازي، محمد عبد الوهاب، كارم محمود، نور الهدى، سعاد محمد والكثير غيرهم من سوريا ومصر. وأخذ الملحنيين والموسيقيين من فنون حلب الكثير الكثير من أشهر المواويل والاغاني وأنواع الموسيقى.

## القدود في اللغة العربية
القد في اللغة هو القامة والمقدار واصطلاحآ هو أن تصنع شيء على مقدار شيء، وشيء على قد شيء في الإيقاع والموسيقى وما يوافقهم، وفي القد قد تتماثل القافيتان وحرف الروي في المجمل وهذا هو القد في أحد معانية، أمّا القد الحلبي أو القدود الحلبية فلها معنى اخر، فيقال ان القد والموشح متجانسان ومتشابهان لكن القد نوع موسيقى وغناء يختلف عن الموشح (المشهور في حلب كذلك) وهو أكثر تقصيدًا والموشح أمتن تأليفًا وأعلى صنعة وأشد ترابط وأبسط وأسهل من حيث ايقاعاته، هذا من الناحية الموسيقية واللحنية، أمّا من حيث النص الشعري فالقدود والموشحات صنوان، وأنت تتابع وتستمع لكلاهما ترى شعرًا رائع الألفاظ رفيع المعاني جميل المحتوى، وقد برع عدد كبير من شعراء القدود في دمشق وحلب وبعض المدن والمناطق في سوريا.

## مشاهير القدود الحلبية
- الشيخ عبد الغني النابلسي - الدمشقي توفي عام 1143 هجري
- الشيخ عمر اليافي - المتوفي سنة 1233 هجري
- الشيخ يوسف القرلقلي توفى سنة 1251 هجري
- الشيخ امين الجندي
- الشيخ أبو الهدى الصيادي المتوفي سنة 1327 هجري
- محمد النشار المتوفي سنة 1328 هجري
- أم محمد التلاوية توفيت عام 1335 هجري
- محمد الدرويش
- محمد خيري
- شاكر الحمصي
- الشيخ عيسى البيانوني
- أبو أحمد اسكيف توفى سنة 1371 هجري
- حمام خيري
- جمال الدين ملص
- حسن حساني
- بكري رجب
- رضا الأيوبي
- خالد ترمانيني
- صباح فخري
- صبري مدلل
- شادي جميل

## قدود وفنون حلبية شاعت واشتهرت
في نهاية القرن التاسع عشر وبداية القرن العشرين اضاف الحلبيون إلى تراثهم الموسيقي الغني جدآ اضافوا أغاني شاعت، وأساليب غناء تطورت وعرفت من ضمن الوان الغناء العربي مثل القدود والموشحات والموال والطقطوقة التي تطورت بعد ذلك على يد سيد درويش وأحمد صبري ومحمد القصبجي ورياض السنباطي وداود حسني وزكريا أحمد، ويعتبر الشيخ عمر البطش - 1885 - 1950 م من أهم من لحن الموشحات وكان من منشدي الزوايا الهلالية في حلب وقد اجتمع وتعلم على يديه مشاهير المطربين والملحنين والموسيقيين مثل صبري مدلل وعبد القادر الحجار وبهجت حسان وصبري الحريري ومن التلاميذ بعد ذلك محمد خيري جليلاتي وعبد الرحمن عطية.
من القدود الحلبية الشهيرة:
- يا مال الشام
- قدك المياس
- تحت هودجها